# Історія Таджикистану
У минулому Таджикистан належав до різних державних формацій:

## Доісторичний період
В період неоліту на території країни поширилась гіссарська  культура мисливців і збирачів — бл. 6-3 тис. до н.е. З середини 3 тис. до н.е. в пониззі р. Вахш з'явились поселення вахшської культури, яку можна віднести до БМАК. Вона проіснувала до 1700—1650 рр. до н.е.

## Стародавня історія
На території сучасного Таджикистану у першій половині 1-го тис. до н.е. виникли держави Бактрія і Согдіана. У 6-4 ст. до н.е. територія була під владою перських Ахеменідів та імперії О.Македонського. У 3-му ст. до н.е. — 3 ст. н.е. — в складі Греко-бактрійського царства та Кушанського. До регіону переселились в 4-5 ст. ефталіти і 6 ст. тюрки.

## Середні віки

Землі на північ від Амударї у 8 столітті

У 565 р. утворився Тюркський каганат. На початку 8 ст. Таджикистан був завойований Арабським халіфатом, який приніс сюди нову релігію — іслам. З 9-го ст. після розпаду халіфату Таджикистан входив до складу держав Тахірідів і Саманідів, в 11-13 ст. до держав Газневідів, Караханідів, Сельджуків і Хорезму. Монголо-татари панували тут протягом 13-15 ст. На початку 16-го ст. цю територію завоювали узбеки, які утворили свої держави.

## Новий час
- з XVI ст. — до Бухарського ханату
- з 1860-х pp.— до Російської імперії (до складу якої на васальних правах увійшов Бухарський ханат

## Радянський час
Північні райони Таджикистану увійшли до проголошеної більшовиками 30 квітня 1918р. Туркестанської АРСР у складі РСФСР. Після захоплення 2 вересня 1920р. Бухари військами РСФСР бухарський емір втік до Душанбе. Але Гіссарський експедиційний загін червоної армії протягом лютого—березня 1921р. розгромив війська еміра та захопив Душанбе, Куляб, Гарм. Емір з залишками військ відійшов до Афганістану. Згодом східна частина Бухарського емірату, особливо гірські райони, опинилась під контролем угрупувань басмачів, якими керували Ібрагім-бек, Енвер-паша і Селім-бек. Боротьба комуністів проти басмачів тривала аж до 1931р.
- 1920-1924— до Бухарської Народної Республіки та Туркестанської АРСР

14 жовтня 1924р. було утворено Таджицька АРСР у складі Узбецької РСР.
- з 1929р. — окрема союзна республіка СРСР — Таджицька Радянська Соціалістична Республіка.

Етнічні конфлікти почалися в 1990. Республіка висловилася за збереження СРСР на референдумі 1991, але Таджицька Комуністична партія вийшла з КПРС,

## Незалежність
9 вересня 1991 була оголошена незалежність від СРСР. 23 вересня президентом країни обрали комуніста Рахмона Набієва. Це викликало шалену хвилю протестів релігійних мусульман, 6 жовтня виконувати обов'язки президента став голова Верховної Ради Акбаршо Іскандаров. Проте на багатопартійних виборах 24 листопада знову переміг Р.Набієв, який заступив на посаду 2 грудня 1991. 21 грудня 1991 р. країна приєдналася до СНД; ввійшла до НБСЄ та ООН у 1992. Війська СРСР, який перестав існувати, на території Таджикистану частково увійшли до новостворених збройних сил цієї незалежної держави, а частково були підпорядковані Росії як правонаступниці СРСР, зокрема 201-а мотострілецька дивізія. У 1992р. спалахнула громадянська війна між силами колишніх комуністів з одного боку і продемократичними та ісламістськими групами з другого, яка продовжувалася до 1997р. 7 вересня 1992 президента Р.Набієва силоміць змусили піти у відставку, в.о. президента вдруге став Акбаршо Іскандаров. Але сили колишніх комуністів з цим були незгодні та обрали 19 листопада головою парламенту свого представника — Е.Рахмона. В грудні 1992 війська комуністів оволоділи столицею — м.Душанбе, а у 1993 взяли під контроль майже всю територію Таджикистану. Опозиціонери частково відійшли на територію Афганістану. 16 листопада 1994р. Емомалі Рахмон офіційно став президентом Таджикистану. У 1997 році в Москві була підписана угода, що припинила громадянську війну. В 1990-х роках відбувались збройні зіткнення на афгано-таджицькому кордоні.
Емомалі Рахмон узурпував всю владу в країні, з 2015 року присвоїв собі титул Лідер Нації.
На президентських виборах 1999 року його результат був 98%, 2006 — 79%, 2013 — 84%.
11 жовтня 2020 року на чергових сфальсифікованих президентських виборах Емомалі Рахмон знову переміг з результатом 91% голосів виборців, переобравшись на п'ятий строк.